# 甘利俊一
甘利 俊一（あまり しゅんいち、1936年1月3日 - ）は、日本の工学者（数理工学）、神経科学者。勲等は文化勲章。学位は工学博士（東京大学、1963年）。東京大学名誉教授、国立研究開発法人理化学研究所栄誉研究員、文化功労者。

## 概要
数理神経科学を専攻し、学習理論、自己組織化理論、連想記憶、統計神経力学、神経場理論などを研究し、数理脳科学の基礎を確立した。また，微分幾何学の観点から情報学、情報理論の研究に取り組み、情報幾何学の創始者として知られている。九州大学、東京大学、理化学研究所に勤務した。

## 来歴

### 生い立ち
東京府東京市目黒区碑文谷生まれ。父は海軍の研究員であった。幼少期には、山梨や栃木への疎開を経験した。日本学園中学校、東京都立戸山高校を経て、1958年に東京大学工学部応用物理学科卒業。学位は工学博士（東京大学、1963年）。学位論文は「情報空間の刻接―― Diakoptics of Information Spaces」

### 工学者として
九州大学工学部助教授、マサチューセッツ大学客員研究員、東京大学工学部計数工学科教授、独立行政法人理化学研究所脳科学総合研究センターセンター長、理化学研究所の脳科学総合研究センター特別顧問、公立はこだて未来大学の客員教授などを歴任。東京大学の名誉教授でもある。 2012年に文化功労者、2019年に文化勲章受章。2024年12月、日本学士院会員に選定された。

### 年譜
年譜は以下の通り
- 1936年1月3日 - 東京府東京市目黒区碑文谷に生誕
- 1958年3月 - 東京大学工学部応用物理学科卒業
- 1963年
  - 3月 - 東京大学大学院数物系研究科応用物理学博士課程修了
  - 4月 - 九州大学工学部通信工学科助教授
- 1967年4月 - 東京大学工学部計数工学科助教授
- 1975年4月 - マサチューセッツ大学客員研究員
- 1981年4月 - 東京大学工学部計数工学科教授
- 1994年10月 - 理化学研究所国際フロンティア研究システム情報処理研究グループディレクター
- 1996年3月 - 東京大学定年退職、東京大学名誉教授
- 2003年4月 - 理化学研究所脳科学総合研究センターセンター長
- 2008年4月 - 理化学研究所脳科学総合研究センター特別顧問
- 2009年6月 - 理化学研究所脳科学総合研究センター甘利チームシニアチームリーダー兼務
- 2024年12月 - 日本学士院会員

## 主な受賞歴
- 1966年 - 電気通信学会論文賞
- 1987年 - 講談社出版文化賞
- 1995年 - 日本学士院賞
- 2003年 - C&C賞
- 2025年 - 京都賞先端技術部門[4]

## 栄典・叙勲
- 2011年 - 瑞宝中綬章[5]
- 2012年 - 文化功労者
- 2019年 - 文化勲章[6]

## 研究
甘利俊一は連続体力学、情報理論、ニューラルネットワークなどを研究してきた。1967年、多層パーセプトロンの確率的勾配降下法を考えて定式化に成功したが、この早すぎた発見は当時の計算機の能力の低さもあり検証が難しく、あまり注目されずに終わった。しかし、1986年にデビッド・ラメルハート、ジェフリー・ヒントン、ロナルド・J・ウィリアムズが、この方法を再発見し、誤差逆伝播法として発表した事で、ニューラルネットワーク研究の第2次ブームへと繋がっている。勾配消失問題などの技術的困難があり、この第2次ブームは終焉を迎えたが、その後のディープラーニングブームへと続く礎にもなった。
また、甘利は微分幾何学を用いて確率分布を分析し、統計学と純粋数学を融合させた分野である情報幾何学を創始した。統計学者達からは数学色が強いために敬遠され、数学者達からは議論が厳密ではない点を批判され、中々認められなかった。一方で、ディープラーニングは一定の成功を収めたものの理論的裏付けに乏しく、ブラックボックスとも言われ、成功例と失敗例の違いを説明する事は難しかった。しかし、情報幾何学はその違いを説明できる理論体系の一つでもあった事から、次第に注目を集めて行った。

## 人物
- 学生時代は反戦運動に参加し、学生自治会の委員長も務めた。
- 趣味の囲碁はアマ六段の腕前であり、日本棋院囲碁大使に任命された[8]。囲碁は日本棋院の7段の免状を持っている[9]。
- コンピューターが嫌いでとくにパスワードを求められることが嫌いである[9]。
- ドラゴンクエストシリーズとファイナルファンタジーシリーズのファンであった[9]。

## 著書

### 単著
- 「ニューロコンピューティングから情報幾何学へ」 三田出版会	1990年
- 「情報理論」 筑摩書房 2011年
- 「脳・心・人工知能」 ブルーバックス 講談社 2016年
  - 「脳・心・人工知能〔増補版〕」」 ブルーバックス 講談社 2025年
- 「神経回路網の数理：脳の情報処理様式」 筑摩書房、ISBN 978-4-48051229-1（2024年1月13日）
- 「めくるめく数理の世界：情報幾何学・人工知能・神経回路網理論」 サイエンス社、ISBN：978-4-7819-1611-8　（2024年10月10日）

### 共著
- 甘利俊一、松本元「情報処理の究極に挑む」 三田出版会	1992年
- 甘利俊一、伊藤正男、利根川進「脳の中身が見えてきた」 岩波書店 2004年
- 外山敬介、甘利俊一、篠本滋「脳科学のテーブル」 京都大学学術出版会	2008年
- 甘利俊一、金谷健一 「線形代数」 筑摩書房 2023年